# Lago Schwarzsee
O Lago Schwarzsee Literalmente “O Lago Negro” é um lago localizado no Cantão de Fribourg, Suíça.
Tem uma área de 0,47 km² e está localizado na região dos Pré-Alpes Suíços e faz fronteira com o Pico Schwyberg que se eleva a 1628 metros a [Ocidente], com o Pico Les Reccardets que se eleva a 1923 metros e com o Pico Spitzfluh que se eleva a 1951 m, bem como com o  Pico Kaiseregg que se eleva aos 2185 m.